# Річковий вокзал (станція метро, Новосибірськ)
55°00′33″ пн. ш. 82°56′24″ сх. д. / 55.00917° пн. ш. 82.94000° сх. д.
«Річковий вокзал» (рос. Речной вокзал) — станція Ленінської лінії Новосибірського метрополітену. Знаходиться між станціями «Жовтнева» і «Студентська».
Територіально станція розташовується у Жовтневому районі Новосибірська, під вулицею Схід між вулицями Більшовицька і Зиряновска. А поруч зі станцією — один з найбільших міських вузлів наземного транспорту. Наприклад, тут проходять розв'язки з Комунального мосту.
Введена в експлуатацію 28 грудня 1985 у складі першої пускової черги з п'яти станцій.

## Технічна характеристика
Конструкція станції — колонна трипрогінна мілкого закладення, з береговими платформами, має два наземних вестибюлі. Побудована за індивідуальним проектом з використанням мостових залізобетонних конструкцій. Вестибюль № 2, що виходить до вулиці Більшовицької, розташований нижче рівня колій, під правобережною естакадою метромосту. Вестибюль № 1, що виходить на платформу приміських поїздів Річкового вокзалу, розташований вище рівня колій метро. При будівництві станції прямуючі в рівні вестибюля колії залізниці алтайського напрямку тимчасово переносилися. Ще вище уздовж берега проходить вулиця Зиряновска. 
Станція має 16 пар колон, з кроком 4,5 метра. По краях платформ є невеликі звужені ділянки. З кожного боку знаходиться підйом (спуск) у вестибюль, де спуск здійснюється по сходах, підйом — по одному з двох ескалаторів. Таким чином, загалом на чотирьох торцях платформ є 8 ескалаторів.

## Оздоблення
Архітектурне рішення символізує простір і красу великої сибірської річки Об, а кольорові вітражі — неповторний вигляд сибірських міст. Стіни і колони оздоблені мармуром, підлога — гранітом. На стінах станції розташовано 10 круглих підсвічених зсередини вітражів, кожен з яких зображує один із розташованих на Обі та її притоках міст: Новосибірськ, Омськ, Бійськ, Барнаул, Томськ, Новокузнецьк, Сургут, Тюмень, Тобольськ, Мангазея.
Спочатку обидва наземні вестибюлі були оздоблені зовні мармуром, №1 (верхній) — коричневого, а № 2 (нижній) — білого кольору. У середині 1990-х у нижньому вестибюлі мармур був замінено декоративним покриттям «байрамікс», а у 2011-му — сірими композитними панелями.

## Ресурси Інтернету
- Станція «Річковий вокзал» - Офіційний сайт Новосибірського метрополітену [Архівовано 2 травня 2014 у Wayback Machine.](рос.)
- «Річковий вокзал» - Опис і фотографії на сайті Світ метро[недоступне посилання з липня 2019](рос.)
- Станція «Річковий вокзал» - стара версія Світ метро / Metroworld, 2001-2010 [Архівовано 9 листопада 2013 у Wayback Machine.](рос.)
- Станція «Річковий вокзал» - МетроЕНСК [Архівовано 29 квітня 2014 у Wayback Machine.](рос.)
- Станція «Річковий вокзал» - Gelio(рос.)